# Nygrad
 Der er for få eller ingen kildehenvisninger i denne artikel, hvilket er et problem. Du kan hjælpe ved at angive troværdige kilder til de påstande, som fremføres i artiklen.

Nygrad er et moderne (indført 1791 i Danmark[kilde mangler]) vinkelmål tilpasset decimalsystemet. 
Enheden benævnes gon og anvendes i Danmark meget af landinspektører. Den omtales også i spøg som "spejdergrader", fordi ældre kompasser til brug i vandresport ofte benytter denne enhed. Disse kompasser er dog udfaset, da enheden har vist sig upraktisk. Den anvendes aldrig inden for matematikken; her benyttes grader og radianer.
- En ret vinkel inddeles i 100 nygrader (100gon).
- En gon inddeles i 100 nyminutter (c).
- Et nyminut inddeles i 100 nysekunder (cc) .

En hel cirkel har altså 400 gon.